# 2013年7月臺灣
| << | 2013年7月 （民國102年） | >> |    |    |    |    |
| \| 日 \| 一 \| 二 \| 三 \| 四 \| 五 \| 六 \| \| \| 1 \| 2 \| 3 \| 4 \| 5 \| 6 \| \| 7 \| 8 \| 9 \| 10 \| 11 \| 12 \| 13 \| \| 14 \| 15 \| 16 \| 17 \| 18 \| 19 \| 20 \| \| 21 \| 22 \| 23 \| 24 \| 25 \| 26 \| 27 \| \| 28 \| 29 \| 30 \| 31 \| \| \| \| \| \| \| \| \| \| \| \| |                         |    |    |    |    |    |
| 臺灣新聞動態／維基新聞 |                         |    |    |    |    |    |
| 世界／中国大陆／臺灣 |                         |    |    |    |    |    |
| 日 | 一                      | 二 | 三 | 四 | 五 | 六 |
| | 1                       | 2  | 3  | 4  | 5  | 6  |
| 7 | 8                       | 9  | 10 | 11 | 12 | 13 |
| 14 | 15                      | 16 | 17 | 18 | 19 | 20 |
| 21 | 22                      | 23 | 24 | 25 | 26 | 27 |
| 28 | 29                      | 30 | 31 |    |    |    |
| |                         |    |    |    |    |    |

## 7月2日
- 屏風表演班藝術總監李國修因大腸癌病逝，享年58歲。[1]

## 7月6日
- 第24屆金曲獎頒獎。[2]

## 7月8日
- 台灣中油宣布，依浮動油價機制計算，本日凌晨零時起調漲各式汽、柴油價格每公升新台幣0.4元。[3]

## 7月9日
- 成功大學畢業的陸軍義務役下士班長洪仲丘退伍前夕遭關禁閉，結果因熱衰竭致死案，陸軍司令部副司令吳有明代表陸軍向洪仲丘家屬及民眾表達最誠摯的歉意，公開鞠躬道歉。[4]

## 7月10日
- 朝台灣前進的強烈颱風蘇力結構紮實，氣象局表示蘇力路徑逐漸偏南，直衝台灣東北部，不排除有登陸可能，周五、周六最快靠近台灣，恐會帶來大量雨勢。[5]
- 台紐經濟合作協定（ANZTEC）由台灣駐紐西蘭代表常以立及紐西蘭駐台代表裴仕文（Stephen Payton）代表兩國，在紐西蘭首都威靈頓簽署，是中華民國與無邦交國簽署的第一個自由貿易協定。[6]
- 高普考發生照抄98年地方特考爭議，考選部主秘林光基今天召開記者會表示，出題老師抄自己98年命題是嚴重疏失，不過考選部會維護考生權益，不會加分或送分。[7]
- 國際透明組織公布2013全球貪腐趨勢指數，台灣全球貪汙排名第18名，屬於重度貪污國家。[8]

## 7月11日
- 美國職棒巴爾的摩金鶯隊的中華民國投手陳偉殷拿下傷癒復出後的首勝，累積本季戰績為4勝3敗。[9]

## 7月15日
- 台灣財經雜誌始祖《財星週刊》（Moneystar Weekly）創辦人許吉村病逝。[10]

## 7月16日
- 台灣近來有本土野生動物屍體被懷疑感染狂犬病，目前已經確認，台灣五十年來為狂犬病非疫區的紀錄破功。[11]

## 7月17日
- 監察委員調查賣場販售的雞蛋，發現統一「元氣牧場」、味全「木崗專業牧場」、福頂「自然牧場」，品名標示不實，不屬於農委會登記管理在案的牧場，這些牧場根本不存在，衛生署有放任業者誤導民眾之嫌，因此對衛生署提出糾正。[12]

## 7月22日
- 南韓關稅廳破獲一來自台灣的走私集團，以肛門塞入黃金的方式，從2013年5月起共挾帶約60.75公斤的黃金，價值約33億韓元（約台幣8,795萬元）。[13]

## 7月24日
- 台灣出現第一起狂犬病鼬獾咬人。台東一名卅一歲男子前天晚間遭狂犬病鼬獾侵入家中咬傷，所幸警覺在第一時間捕捉這隻鼬獾、緊急就醫，昨晚施打狂犬病疫苗及免疫球蛋白。疾病管制署副署長周志浩強調，若在發病前施打疫苗，「幾乎都會存活」。[14]

## 7月27日
- 臺灣出現第一起疑似感染狂犬病錢鼠咬人。台東有錢鼠追咬人的狀況，該錢鼠初步檢驗結果為陽性，需等待更詳細檢驗。若狂犬病進入食物鏈底層又廣泛分布的錢鼠（錢鼠非齧齒類、但生態區位與鼠類相近），代表台灣狂犬病的失控程度非常嚴重。[15][16]

## 7月28日
- 農委會以安全理由否決大規模空投、放置狂犬病口服疫苗；有專家表示農委會在鬼扯。依照多國經驗，大規模空投狂犬病口服疫苗是控制狂犬病疫情的最有效、最安全的作法；農委會隱匿疫情至少一年、因此狂犬病已擴散至全台，又不願意採取最好的防疫方法，將會造成狂犬病大流行、而且無法控制[來源請求]。[17]

## 7月30日
- 之前咬人的錢鼠已經證明感染狂犬病，這是台灣防疫的嚴重危機。[18]
- 農委會防檢局總算鬆口表示評估投放狂犬病口服疫苗，投放狂犬病口服疫苗需要相當時間的評估及訂購；一些專家指出，口服疫苗比補抓流浪貓犬一隻一隻的注射效果更好、更省人力，早該規劃投放方法及誘餌種類，「若現在延宕決策，未來只會在疫情擴大時反悔。」。[19]